# Propoxypropane
Le propoxypropane est un éther.
On peut le synthétiser à partir du propanol et de l'un des dérivés halogénés : chloropropane, bromopropane ou iodopropane, selon une synthèse de Williamson

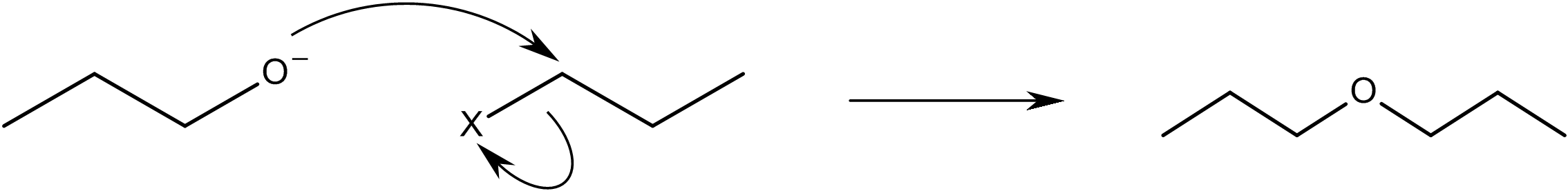
synthèse du dipropyl éther par la méthode de Wolliamson